# Hai Chi (Schiff)
Die Hai Chi (海圻,  Hǎiqí) war ein Geschützter Kreuzer der gleichnamigen Klasse der Beiyang-Flotte des Kaiserreichs China und später der Marine der Republik China, der von 1899 bis 1937 in Dienst stand.
Zusammen mit dem Schwesterschiff Hai Tien wurde sie bei Armstrong, Mitchell & Co in Elswick konstruiert und im Gegensatz zum Schwesterschiff auf der Werft in Low Walker gebaut. Die beiden Schiffe waren Nachbauten der an Argentinien verkauften Buenos Aires, der größten Variante des sogenannten Elswick-Kreuzers. Sie war Teil des Wiederaufrüstungprogramms der Kaiserlich Chinesischen Marine nach dem verlorenen Japanisch-Chinesischen Krieg von 1894/1895, in dem die modernen Teile der Flotte vollständig vernichtet oder erobert wurden. Die beiden Schwesterschiffe waren die größten Schiffe der chinesischen Marine und die Hai Chi blieb dies bis zu ihrer Versenkung als Blockschiff im Jangtse zu Beginn des Japanisch-Chinesischen Kriegs 1937.

## Baugeschichte
Kurz nach Ende des verlorenen Japanisch-Chinesischen Krieges von 1894/1895 ergingen Aufträge für neue Kreuzer an die bisherigen Lieferanten. So wurden drei kleine Geschütze Kreuzer bei der deutschen Vulcan-Werft in Stettin bestellt, die als Hai-Yung-Klasse 1898 in Dienst kamen. 1896 wurden auch zwei größere Geschütze Kreuzer bei der Firma Armstrong bestellt. Der angebotene Nachbau von Kreuzern des Typs Buenos Aires, der 1895 für Argentinien fertiggestellt wurde, wurde von China akzeptiert. Hauptveränderung war die Schaffung einer einheitlichen Batterie von 120-mm-Geschützen neben den beiden schweren 8-Zoll-Geschützen und der Verzicht auf die Kupferbeplankung, da die Kreuzer bei der chinesischen Nordflotte zum Einsatz kommen sollten.
Die Hai Chi und ihr Schwesterschiff verdrängten 4515 tn.l. Als Nachbauten der Buenos Aires waren sie mit die größten gebauten Elswick-Kreuzer, wobei die Haiqi auf der Low-Walker-Werft der Firma gebaut wurde, der vorrangig zivile Schiffe herstellte, aber zur vollen Auslastung auch militärische Aufträge ausführte. Die beiden Maschinen waren von Hawthorn, Leslie & Company geliefert worden und verfügten über eine Gebläseeinrichtung, die einen künstlichen Zug erzeugte, um eine Höchstgeschwindigkeit von 24 kn zu erreichen.
Die Schiffe verfügten, wie die ersten Elswick-Kreuzer, über zwei schwere Geschütze, während die geschützten Kreuzer gleicher Verdrängung der großen Marinen in der Regel eine leichtere Einheitsbewaffnung hatten. Die Hauptbatterie an den Schiffsseiten verfügte über zehn 120-mm-Geschütze.
Von den fünf Torpedorohren waren vier auf dem Deck an den Seiten beweglich installiert. Das fünfte Abschussrohr war starr im Bug eingebaut.

## Einsatzgeschichte
Während des Boxeraufstandes lag die Haiqi im Juni 1900 in Penglai, damals Teng Chow nahe Chefoo und der Kommandant bot dem amerikanischen Konsul Unterstützung hinsichtlich der Sicherheit von christlichen Missionaren und Priestern an. Als am 28. Juni die Oregon nahe der Changshan-Inseln in dichtem Nebel auf einen Unterwasserfelsen auflief und beträchtliche Beschädigungen erlitt, sicherte der chinesische Kreuzer das amerikanische Linienschiff, bis es nach drei Tagen behelfsmäßig wieder in Fahrt gebracht werden konnte.

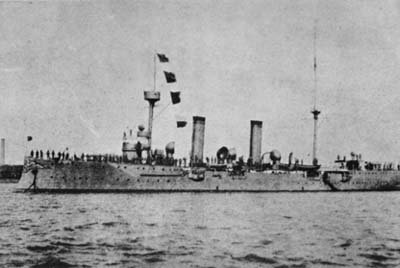
Die Hairong

1904 verhinderten die Hai Chi und die Hai Yung in Chefoo trotz ihrer Überlegenheit nicht, dass zwei japanische Zerstörer am 13. August das am Vortag nach der Seeschlacht im Gelben Meer eingelaufene russische Torpedoboot Reshitel‘nyi ("Решительный" seit 1902, ex Kondor /"Кондор", ex Baklan /"Баклан", 1901 in Port Arthur aus Sektionen montiert) vom Typ Sokol kaperten und aus dem chinesischen Hafen heraus erbeuteten. Den Russen misslang eine Vernichtung des Schiffes durch Sprengung des Munitionsbestandes.
Beim Nahkampf zwischen den russischen Matrosen und den Enterern starben auf beiden Seiten je zwei Mann. Das Torpedoboot kam Anfang 1905 als Akatsuki in den Dienst der japanischen Marine und nahm an der Seeschlacht bei Tsushima teil.
1907 machte die Hai Chi zusammen mit der kleineren, in Deutschland gebauten Hai Yung eine sechsmonatige Reise durch Südostasien, um die Lebensbedingungen der Auslandschinesen zu erkunden. Die beiden Kreuzer verließen Shanghai am 27. Oktober und besuchten Hongkong, Manila (7. bis 13. November), Saigon, Bangkok, Singapur (5. bis 10. Dezember), Batavia, Semarang, Soerabaya, Muntok auf Bangka sowie Penang und liefen dann wieder über Singapur (11. bis 14. Januar 1908) zurück nach China.
1908 empfing der Befehlshaber der chinesischen Flotte, Admiral Sa Zhenbing auf der Hai Chi, deren Kommandant er 1900 gewesen war, begleitet von den kleineren Kreuzern Hai Yung, Hai Chou, Hai Shen und weiteren Einheiten die amerikanische Große Weiße Flotte in Amoy. Dabei wurde zu Ehren der Regentin Cixi ein großer Empfang gegeben.
1910 gab es erneut einen amerikanischen Flottenbesuch in Amoy, wo Sa Zhenbing die Besucher erneut mit der Hai Chi und der Hai Yung empfing.
Im Juni 1911 nahm der Kreuzer Hai Chi an den Feierlichkeiten zur Thronbesteigung Georg V. in Spithead teil. Auf dieser Flottenparade waren über 180 Schiffe anwesend, darunter Schiffe 17 ausländischer Staaten. Unter den Gästen befanden sich auch weitere Elswick-Kreuzer, wie das Schwesterschiff Buenos Aires der argentinischen Marine, der letzte Elswick-Kreuzer Hamidiye der türkischen Marine und der letzte von der Werft als Spekulationsbau begonnene Kreuzer, die Chacabuco der Chilenischen Marine, die gleichzeitig mit der Haiqi auf der Low Walker Werft entstanden war. Anschließend besuchte der chinesische Kreuzer unter Konteradmiral Chin Pih Kwang im September noch New York als erstes chinesisches Kriegsschiff in den USA und dann Havanna. Die Rückfahrt erfolgte über Großbritannien, wo der neue Ausbildungskreuzer Ying Swei  sich anschloss, und den Sueskanal nach China. Insgesamt legte die Haiqi 30850 sm zwischen April 1911 und Mai 1912 zurück und besuchte 14 Häfen in acht Staaten.

## Im Dienst der Republik China
1917 verlegten große Teile der chinesischen Marine unter Admiral Lin Baoyi in den Süden und schlossen sich den Kräften des nach China zurückgekehrten Sun Yat-sen an. Admiral Lin wurde Mitglied der Regierung, wandte sich aber bald der Gruppe der südlichen Kriegsherren unter Marschall Lu Rongting zu. Sun Yat-sen und sein militärischer Unterstützer Chen Jiongming bekämpften diese Gruppe erfolgreich und brachten 1922 in Kanton die sog. chinesische Südflotte mit der Haiqi und der Haishen und dem Trainingskreuzer Chao Ho und weiteren kleineren Einheiten in ihre Gewalt. Die Kreuzer Hairong und Haichou blieben beim Nordgeschwader in Shanghai.
In Vorbereitung des Versuchs der "verfassungsgemäßen" Regierung Sun Yat-sen´s, die im Norden Chinas herrschenden Militärs in ihrer Macht zu beschneiden, verlegte die Haiqi mit anderen Einheiten 1924 nach Qingdao.
Nach der Durchführung des Zuges nach Norden durch die Kuomintang-Regierung im Jahr 1927, verblieb die Haiqi in Qingdao und wurde dem nordöstlichen Geschwader zugeteilt. Im Juli 1933 meuterte das Geschwader gegen die Zentralregierung Chiang Kai-shek´s und die Haiqi  verlegte mit anderen Schiffen wieder nach Kanton, wo diese Flotteneinheit eine unabhängige Macht wurde. 1934 versuchte man, den alten Kreuzer zu modernisieren, wobei zumindest 40 mm-Flakgeschütze an Bord kamen. Die Torpedobewaffnung wurde möglicherweise entfernt.

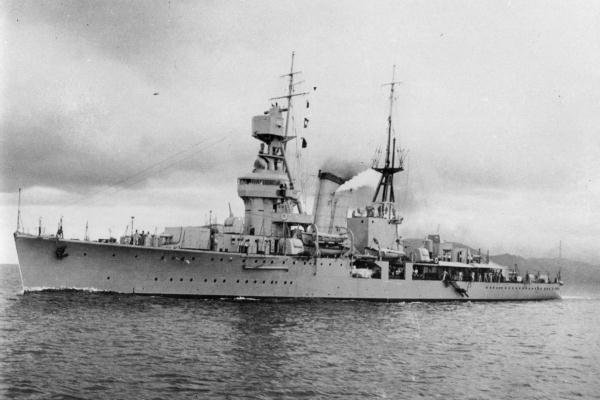
Die Ning Hai 1932

1935 verlangte Chiang Kai-shek die Verlegung des Kanton-Geschwaders zur Hauptstadt Nanjing. Der Befehlshaber der chinesischen Flotte, Admiral Chen Shaokuan in Shanghai, versuchte, sich in den Besitz dieser Einheiten zu setzen. Unklar ist, ob er befürchtete, die Haiqi versuche, zu den Japanern oder einem ihrer chinesischen Partner überzulaufen, oder ob er eine Flotte am Sitz der Regierung zur Verfügung von Chiang Kai-Shek nicht zulassen wollte. Am 21. Juni 1935 trafen die Haiqi und die sie begleitende kleinere Haishen nahe Hongkong auf die Schiffe des Shanghai-Geschwaders mit dem modernen Kreuzer Ning Hai und drei weiteren Schiffen. Trotz ihrer erheblichen Feuerkraft nahm die Haiqi ein Gefecht nicht an, sondern flüchtete nach dem Austausch weniger Schüsse sich in den Schutz der britischen Kolonie Hongkong. Nach Verhandlungen verlegte die Haiqi bis zum 18. Juli 1935 doch nach Nanjing, wo sie mit anderen alten Kreuzern in Reserve gehalten wurde.
Bei Ausbruch des Chinesisch-Japanischen Krieges 1937 wurden zum Schutz der Hauptstadt Nanjing 35 veraltete militärische und zivile Schiffe im Jangtse als Sperren versenkt. Am 11. August 1937 wurde auch das größte Schiff der chinesischen Marine, die Haiqi, 160 km westlich von Shanghai im Jangtse als Blockschiff versenkt.

## Bemerkungen
1. ↑  Der Namen des chinesischen Schiffes ist in der zu seiner Dienstzeit und in der Literatur üblichen Wade-Giles-Umschrift angegeben, ergänzt um die heute übliche Pinyin-Umschrift.